# Schädelspalter (Hannover)
Der Schädelspalter, Untertitel Hannovers Stadtillustrierte, war ein ab 1976 monatlich erscheinendes hannoversches Stadtmagazin. Das Blatt im Zeitschriftenformat enthielt neben dem Veranstaltungskalender und den Werbeanzeigen auch einen redaktionellen Teil mit Reportagen, Interviews und Porträts vor allem zur Event-Kultur der niedersächsischen Landeshauptstadt sowie Beiträge zu aktuellen kulturellen und gesellschaftspolitischen Themen.

## Geschichte
Das zweitälteste Stadtmagazin der niedersächsischen Landeshauptstadt gründeten Reinhard Mahl und Thomas Steinhausen, zugleich als Herausgeber 1976. Der markante Name, zeitweilig auch mit der Kurzform „Spalter“, soll „den beiden damaligen Grafik- und Kunststudenten nach dem Genuss von reichlich Obstwein eingefallen sein.“ Die Erstausgabe ihres Schädelspalters, der anfangs noch im Verlag EVG Schmidt, Hampe u. Co. herauskam, erschien im Oktober 1976 als November-Heft im Format DIN A5 mit einer Auflage von 10.000 Stück und wurde – zunächst kostenlos – hauptsächlich in der Gastronomieszene verteilt.
Erst später standen mobile Verkäufer auf den Straßen oder zogen zum Verkauf durch die Kneipen und Cafés. Auch das heutige, moderne Format in Farbe setzte sich erst später durch. Für viele Singles waren die in den frühen Ausgaben am Ende des Heftes abgedruckten – und von der Redaktion oftmals kurz kommentierten Kontaktanzeigen unter der Überschrift „Fisch sucht Fahrrad“ interessant.
Chefredakteur ab 1979 war Goetz Buchholz, der das Magazin in den 80er Jahren journalistisch professionalisierte und wirtschaftlich profitabel machte. Zu den Blattmachern zählte auch Giovanni di Lorenzo, der seine journalistische Karriere unter anderem beim Schädelspalter begann. Hollow Skai, der 1979 unter seinem bürgerlichen Namen Holger Poscich das Punk-Label No Fun Records in Hannover gegründet hatte, war Musikjournalist und von 1986 bis 1989 Chefredakteur des Schädelspalters.
1984 erreichte die Auflage rund 25.000 Stück, nachdem sich das Magazin gegen z. T. kostenlose Konkurrenzblätter hatte durchsetzen können. Zum 20-jährigen Bestehen 1996 erschien zusätzlich ein 120 Seiten starkes Sonderheft.
Nach der Titelgeschichte der September-Ausgabe von 1985 über die Geschäfte der Porno-Branche und der „Teresa O“ erhielten die Blattmacher die bis dahin größte Leserbriefe-Flut in der Geschichte der Stadtillustrierten. Die Story machte zudem überregional Schlagzeilen, in deren Folge die „Foxy Lady“ plötzlich eine vielfach gefragte Gesprächspartnerin in vielen Fernseh-Talkshows wurde.
Nach rund 43 Jahren erschien im Februar 2019 die letzte Printausgabe; das Onlineangebot wurde fortgeführt. Im Frühjahr 2021 ist die Website im Under-Construction-Modus, als Websitebetreiber wird der das kostenlose Mitbewerberblatt MagaScene herausgebende Stroetmann-Verlag angegeben.

## Mediadaten
Seit Ende 1990 erschien als Ergänzung das halbjährliche Hannover geht aus! – ein Magazin über die Gastronomieszene vor Ort mit Porträts, Restaurantkritiken und Adressen. Weitere Sonderausgaben waren der jeweils im Oktober erscheinende Shopping-Guide unter dem Titel Hannover kauft ein sowie das zum Semesterbeginn jeweils kostenlos verteilte Hochschulmagazin EXTRA. Das Magazin konnte im Abonnement bezogen werden und kostete 25 Euro im Jahr, der Einzelverkaufspreis betrug 2,50 Euro. Der Veranstaltungskalender war im Internet verfügbar, über eine Webseite konnten auch Kleinanzeigen aufgegeben werden. Geschäftsführer waren Thomas Steinhausen und Michael Willems. /